# UPhongolo
uPhongolo (officieel uPhongolo Local Municipality) is een gemeente in het Zuid-Afrikaanse district Zululand.
uPhongolo ligt in de provincie KwaZoeloe-Natal en telt 127.238 inwoners. Het gemeentebestuur is gevestigd in Pongola.

## Hoofdplaatsen
Het nationaal instituut voor de statistiek, Stats SA, deelt sinds de census 2011 deze gemeente in in 32 zogenaamde hoofdplaatsen (main place):
Altona • Beginsel • Belgrade • Bongaspoort • Crowsnest • Draaiom Trust • Godlwayo • Goedgeloof A • Highlands • Klipwal • Kortnek • Kranskloof • KwaSilevu • Mabomvu • Magudu • Mantandeni • Mbekakanye • Mkwakweni • Ncotshane A • Ncotshane B • Oranjedal • Pongola A • Pongola B • Prudentie • Rhebokfontein • Rosendal • Silwerhout • Spekboom • Tobolsk • UPhongolo NU • Whitecliff • Zwartkloof.